# Markfladdermus
Markfladdermus (Mystacina tuberculata) en fladdermus med en blandad diet på insekter och växtföda som tillbringar större delen av sitt liv på eller nära marken. Den finns enbart på Nya Zeeland.

## Utseende
Markfladdermusen har tjock päls som är gråbrun på ovansidan, ljusare under. Fötterna är korta och breda med skarpa klor. Den har spetsiga öron och en kort, fri svans (det vill säga inte sammanhängande med flyghuden). Nosen är lång och rörformad. Flyghuden kan vecklas ihop så den kan använda underarmarna att gå med. Kroppslängden är 6 till 8 cm, och underarmslängden 4 till 4,5 cm. Arten väger mellan 12 och 15 g.

## Vanor
Markfladdermusen lever i tempererade skogar, speciellt sådana med inhemska träd som totara, kauriträd och sydbok, där den bildar mindre kolonier i ihåliga träd, grottor och klippsprickor. Dess förmåga att vika ihop vingarna gör att den tillbringar mycket tid gående på marken eller klättrande i träden. Det förekommer även att den gräver ut tunnlar i träd eller i jorden med hjälp av tänderna. Arten kan även flyga, men flykten är långsam och klumpig och går sällan högre upp än 3 m.

### Föda
Den är aktiv under kvällar och nätter, då den förtär både djurföda som insekter, andra ryggradslösa djur och ibland as, som växtföda likt frukt, nektar och pollen. Den är en betydelsefull pollinatör av växten Dactylanthus taylorii (Woodrose), som parasiterar på trädrötter.

### Fortplantning
Hanarna anses ha en form av parningsspel då de tävlar om honorna genom att "sjunga" för dem. Honan kan föda sin enda unge när som helst mellan vår och höst.

## Utbredning
Arten finns endast på Nya Zeeland, där den lever i olika områden på både Nordön och Sydön, såväl som på mindre öar som Little Barrier Island utanför norra Nordön, och Codfish Island med flera småöar utanför Stewart Island söder om Sydön.

### Underarter
Markfladdermusen delas upp i tre underarter:
- M.  tuberculata tuberculata, som lever på Sydön och södra Nordön; den senare populationen är den mest hotade av alla;
- M.  tuberculata rhyacobia från de nordvästra och östra delarna, samt
- M.  tuberculata aupourica, som finns i norra delarna av landet.[4]

## Status
Markfladdermusen är klassificerad som sårbar ("VU", underklassificering "B1ab(i,ii,iii,iv,v)+2ab(i,ii,iii,iv,v)") av IUCN, framför allt på grund av det snäva utbredningsområdet. Främsta hot är skogsavverkning, som förstör dess traditionella biotoper, och predation från införda mårddjur och råttor. Populationen av underarten M. tuberculata rhyacobia på centrala Nordön anses dock tämligen säker.